# Paolo Ortiz
Paolo Ortíz (Asunción, Paraguay, 14 de enero de 1985) es un futbolista paraguayo que juega de arquero en el Athletic FBC de la Liga Encarnacena de Fútbol.

## Clubes
| Club                       | País      | Año           |
| -------------------------- | --------- | ------------- |
| Cerro Porteño              | Paraguay  | 2005-2007     |
| 3 de Febrero               | Paraguay  | 2008          |
| Arroyo Seco                | Argentina | 2008          |
| Cerro Porteño              | Paraguay  | 2009-2010     |
| General Caballero          | Paraguay  | 2011          |
| Sportivo Iteño             | Paraguay  | 2012          |
| Sportivo San Lorenzo       | Paraguay  | 2012          |
| Deportivo Santaní          | Paraguay  | 2013          |
| Martín Ledesma             | Paraguay  | 2013          |
| Delfín SC                  | Ecuador   | 2014          |
| Técnico Universitario      | Ecuador   | 2015          |
| Manta FC                   | Ecuador   | 2016          |
| Caacupé FC                 | Paraguay  | 2017          |
| Club F.Yegros - Ñeemby     | Paraguay  | 2018          |
| Athletic FBC - Encarnación | Paraguay  | 2019-presente |